# Rasa de l'Obaga de Cal Xandró
La Rasa de l'Obaga de Cal Xandró és un torrent afluent per l'esquerra del Barranc de Cal Xonic, al Solsonès.

## Municipis per on passa
El curs de la Rasa de l'Obaga de Cal Xandró transcorre íntegrament pel terme municipal de Pinós.

## Xarxa hidrogràfica
La xarxa hidrogràfica de la Rasa de l'Obaga de Cal Xandró està constituïda per 23 cursos fluvials que sumen una longitud total de 7.202 m.

### Distribució municipal
El conjunt de la seva xarxa hidrogràfica transcorre íntegrament pel terme municipal de Pinós.